# あいことば5
『あいことば5』（あいことばファイブ）は、日本のシンガーソングライター・山猿が2018年5月2日にエピックレコードジャパンから発売した4枚目（通算5枚目）のオリジナルアルバムである。

## 内容
前作『えんむすび』から約半年ぶり、オリジナルアルバムとしては『あいことば4』から約1年1ヶ月ぶりのアルバム。
初回生産限定盤と通常盤の2形態で発売された。初回生産限定盤は三方背ボックス仕様で、特典として「満月」「ありがとう」「マタアイマショウ」のミュージック・ビデオが収録されたDVDが同梱された。

## 収録曲
1. 満月 [4:10]
作詞：山猿
作曲：山猿、AIBA
編曲：AIBA
今作のリード曲。
2. I gotta believe [4:06]
作詞：山猿
作曲：山猿、ツカダタカシゲ
編曲：ツカダタカシゲ
3. KEEP ON GROOVIN' feat. MUNEHIRO [3:55]
作詞：山猿
作曲：山猿、tko
編曲：tko
フィーチャリングにMUNEHIROを迎えた楽曲。
4. ありがとう [4:40]
作詞：山猿
作曲：山猿、川口圭太
編曲：川口圭太
13thデジタルシングルの表題曲。
5. 2 face [4:03]
作詞・作曲：山猿

編曲：LASTorder
6. マタアイマショウ [3:55]
作詞：Naoki Takada
補作詞：山猿
作曲：Naoki Takada、Shintaro “Growth” Izutsu
補作曲：山猿
編曲：Naoki Itai
3rdミニアルバム『えんむすび』にも収録されていた楽曲。
7. 常超 feat. 遊助 [4:44]
作詞：山猿、遊助
作曲：山猿、Naoki Itai
編曲：Naoki Itai
フィーチャリングに遊助を迎えた楽曲。
8. Prayer [4:54]
作詞：山猿
作曲：山猿、nakaokaan
編曲：nakaokaan
今作のリード曲。
9. What's your name?? [3:55]
作詞：山猿
作曲：山猿、SHO-W
編曲：SHO-W
10. 思い出の花 [4:07]
作詞：山猿
作曲：山猿、soundbreakers
編曲：soundbreakers
11. ラブソング [4:44]
作詞・作曲：山猿
編曲：Naoki Itai
12. BABY [4:20]
作詞：山猿
作曲：山猿、soundbreakers
編曲：soundbreakers

## 参加ミュージシャン
- 山猿：Vocal (全曲)

Additional Musicians
- MUNEHIRO：Guest Vocal (#3)
- 遊助：Guest Vocal (#7)
- nakaokaan：Guitars (#1,8) & Programming (#8)
- ツカダタカシゲ：Programming (#2)
- tko：Programming (#3)
- 川口圭太：Programming & Guitars & Bass (#4)
- LASTorder：Programming (#5)
- Naoki Itai：Programming (#6,7,11)
- Hayato Yamamoto：Additional Programming (#6)
- SHO-W：Programming (#9)
- soundbreakers：Programming (#10,12)
- サトウカツシロ：Guitars (#6)
- 渡辺裕太：Guitars (#7,11)
- 堀内大輔：Guitars (#12)
- キタムラユウタ：Bass (#6,7,11)
- モチヅキヤスノリ：Piano (#1,4,7,8,11) & Keyboards (#7,8,11)
- 今村舞：Drums (#4)
- 北村望：Drums (#7,11)
- 吉田宇宙ストリングス：Strings (#4,8)
- あすな：Violin (#6,11)